# Лещ (Вармінсько-Мазурське воєводство)
Лещ (пол. Leszcz) — село в Польщі, у гміні Домбрувно Острудського повіту Вармінсько-Мазурського воєводства.
Населення — 130 осіб (2011).

## Демографія
Демографічна структура станом на 31 березня 2011 року:
|          | Загалом | Допрацездатний вік | Працездатний вік | Постпрацездатний вік |
| -------- | ------- | ------------------ | ---------------- | -------------------- |
| Чоловіки | 66      | 13                 | 42               | 11                   |
| Жінки    | 64      | 13                 | 29               | 22                   |
| Разом    | 130     | 26                 | 71               | 33                   |